# Cónclave de 1342
El cónclave papal de 1342 fue convocado tras la muerte del Papa Benedicto XII, resultando elegido como su sucesor el cardenal Pierre Roger de Beaumont, que bajo el nombre de Clemente VI se convirtió en el cuarto Papa del llamado Papado de Aviñón.

## Electores
Benedicto XII murió en Aviñón el 25 de abril de 1342. Al momento de su muerte, había 19 cardenales en el Colegio cardenalicio, de los cuales 17 participaron en el cónclave.

### Cardenales presentes
- Pierre Desprès, decano del Colegio Cardenalicio y vicecanciller de la Santa Sede.[2]
- Bertrand du Pouget, vicedecano del Colegio Cardenalicio.[2]
- Jean-Raymond de Comminges
- Annibaldo di Ceccano
- Pedro Gómez de Barroso
- Imbert Dupuis, camarlengo del Colegio Cardenalicio.[2]
- Hélie de Talleyrand-Périgord
- Pierre Bertrand d'Annonay, legado apostólico en Flandes.[2]
- Gozzio Battaglia
- Bertrand de Déaulx
- Pierre Roger de Beaumont, O.S.B., elegido Clemente VI.
- Guillaume Court, O.Cist., inquisidor de Aviñón.[2]
- Bernard d’Albi
- Guillaume d'Aure, O.S.B.
- Raymond Guillaume des Farges, protodiácono.[2]
- Gaillard de la Mothe
- Giovanni Colonna, arcipreste de la Basílica Liberiana.[2]

De ellos, 10 habían sido creados por Juan XXII, 6 por Benedicto XII y 1 por Clemente V. 13 de ellos eran franceses, 3 italianos y 1 español.
El puesto del Camarlengo de la Santa Iglesia Romana estaba ocupado en ese momento por Gasbert del Valle, arzobispo de Narbona (no era cardenal) y sobrino del Papa Juan XXII.

### Cardenales ausentes
Dos cardenales franceses, ambos elevados al cardenalato por Juan XXII, no participaron de este cónclave:
- Gauscelin de Jean, gran penitenciario.[2]
- Bertrand de Montfavez

## La elección de Clemente VI

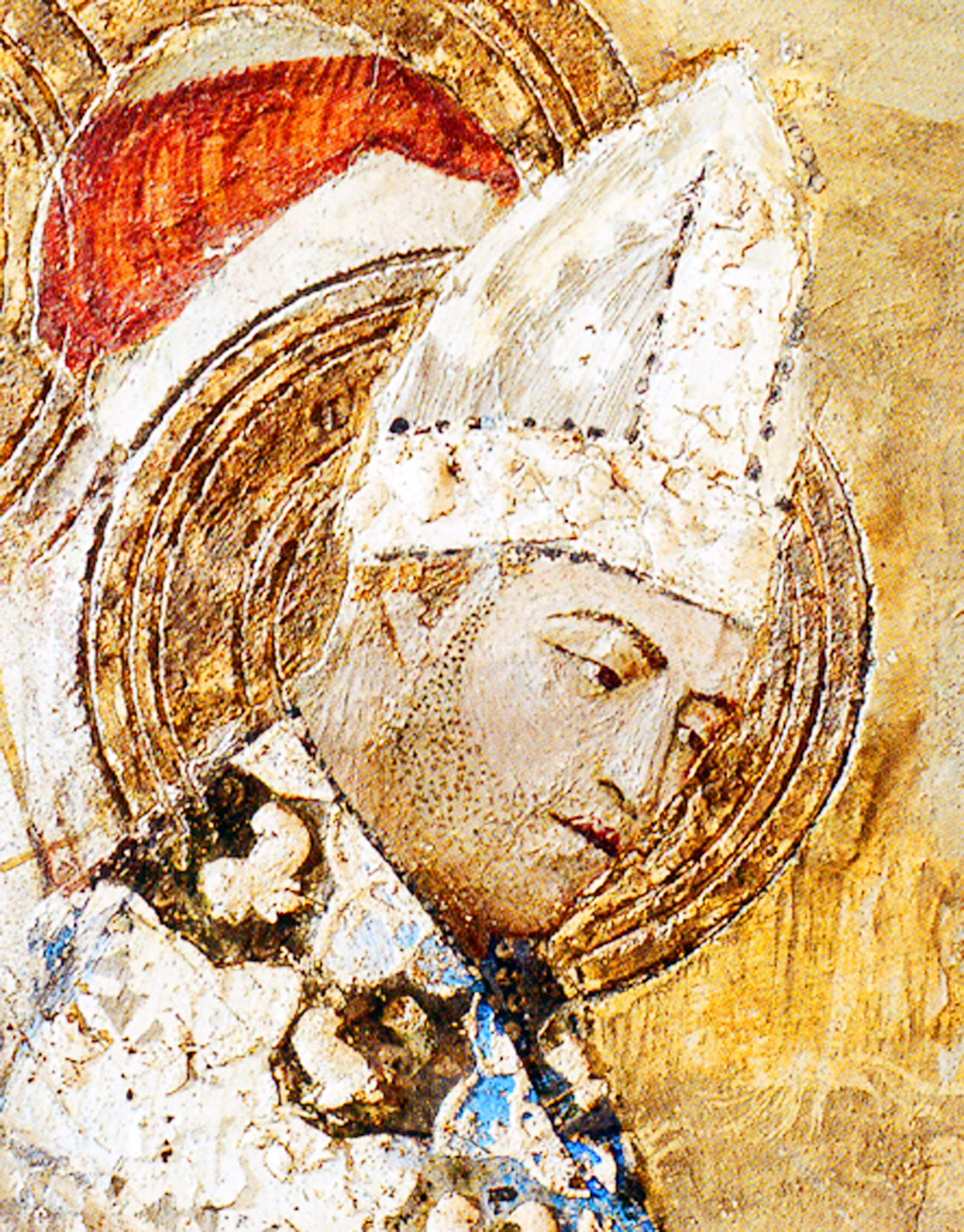
Clemente VI: Fresco de Mario Giovanetti en la capilla de San Marcial.

El cónclave se inició el 5 de mayo y duró sólo dos días. El 7 de mayo, el cardenal Pierre Roger de Beaumont, excanciller del Reino de Francia, fue elegido por unanimidad como papa, "por inspiración divina", según dieron a conocer luego los cardenales des Farges y Ceccano. Luego de su elección, De Beaumont tomó el nombre de Clemente VI. El 19 de mayo, el nuevo papa fue coronado en la iglesia de los dominicos de Aviñón por el protodiácono Raymond Guillaume des Farges.
Poco después de la muerte de Benedicto XII, el rey Felipe VI de Francia envió a Aviñón a su hijo mayor con la tarea de apoyar la candidatura del cardenal De Beaumont, pero cuando llegó, la elección ya había concluido con el resultado esperado por el rey.